# Ludovic I, Mare Duce de Hesse
Ludovic I, Mare Duce de Hesse (14 iunie 1753 – 6 aprilie 1830) a fost Landgrag de Hesse-Darmstadt (sub numele de Ludovic al X-lea) și mai târziu, primul Mare Duce de Hesse și de Rin.

## Biografie
Ludovic a fost fiul lui Ludovic al IX-lea, Landgraf de Hesse-Darmstadt și i-a succedat tatălui său în 1790. În 1776, el s-a logodit cu Sophie Dorothea de Württemberg, fiica cea mare a lui Frederic al II-lea Eugene, Duce de Württemberg. Logodna s-a rupt iar Sophie Dorothea s-a putut căsătorit cu Țareviciul Pavel al Rusiei care era cumnatul lui Ludovic și care rămăsese văduv de curând.  Țareviciul Pavel era fiul și moștenitorul împărătesei Ecaterina a II-a a Rusiei. Ludovic a primit o recompensă financiară pentru ruperea logodnei. 
La 19 februarie 1777, Ludovic a-a căsătorit cu verișoara lui primară, Louise de Hesse-Darmstadt (15 februarie 1761-24 octombrie 1829). Cuplul a avut șase copii:
- Ludovic, mai târziu Marele Duce Ludovic al II-lea de Hesse (26 decembrie 1777 – 16 iunie 1848). S-a căsătorit cu Wilhelmine de Baden; au avut copii.
- Louise (16 ianuarie 1779 – 18 aprilie 1811). Căsătorită cu Louis de Anhalt-Köthen; au avut copii.
- George (31 august 1780 – 17 aprilie 1856). Căsătorit morganatic cu Caroline Török de Szendrö; au avut copii.
- Frederic (14 mai 1788 – 16 martie 1867)
- Emil (3 septembrie 1790 – 30 aprilie 1856)
- Gustav (18 decembrie 1791 – 30 ianuarie 1806)

## Arbore genealogic
1. ↑  Czech National Authority Database, accesat în 1 martie 2022